# マウスユニット
マウスユニット (MU) は、貝およびフグ等様々な毒素の影響量に対する単位。体重20グラムのマウスに毒性物質を腹腔投与した際、麻痺性貝毒では15分、下痢性貝毒では24時間、フグ毒では30分で死亡させる毒の量が1MUと定義されている。
なお、個人差や毒の種類などで違いはあるが、体重60kgのヒトの経口致死量はおよそ3000〜20000MUと考えられている。

## 食品衛生法上の規制
アサリやカキ、ホタテなどの本来は毒を持たない貝類も、有毒プランクトン（Alexandrium属など）の影響により毒化することがある。日本では1970年代後半に、貝毒による食中毒が多発したことから、これを防止するための水産庁通達「麻痺性貝毒に対する措置について」（1978年）で、市場流通品の貝に含まれる毒量の基準が設けられた。
2006年現在の食品衛生法では可食部1グラム中に含まれる麻痺性貝毒は4MU以下、下痢性貝毒は0.05MU以下と規定されており、この値を上回った場合は出荷の自主規制などの措置を行う。この規制により、近年は市場流通品の貝による貝毒の食中毒は発生していない。